# Predrag Rajković
Predrag Rajković (Servisch: Предраг Рајковић) (Negotin, 31 oktober 1995) is een Servisch voetballer die speelt als doelman. In augustus 2024 verruilde hij RCD Mallorca voor Al-Ittihad. Rajković maakte in 2013 zijn debuut in het Servisch voetbalelftal.

## Clubcarrière
Rajković speelde in de jeugd van Jagodina en werd in het seizoen 2012/13 opgenomen in het eerste elftal van de club. Op 9 maart 2013 debuteerde de doelman voor Jagodina, toen met 0–1 verloren werd van Partizan. Na in totaal drie wedstrijden verkaste Rajković in de zomer van 2013 naar Rode Ster Belgrado, waar hij reservedoelman werd achter Damir Kahriman. In zijn tweede seizoen kreeg de jonge doelman echter de voorkeur als eerste doelman en hij speelde achtentwintig competitiewedstrijden.
Aan het einde van de zomer van 2015 werd Rajković door coach Slaviša Jokanović en technisch directeur Jordi Cruijff naar Maccabi Tel Aviv gehaald. Hier zette hij zijn handtekening onder een verbintenis voor de duur van vijf seizoenen. Na vier seizoenen in Israël werd Rajković overgenomen door Stade de Reims, waar hij Édouard Mendy moest opvolgen. In zijn eerste seizoen miste hij nog elf competitiewedstrijden, maar in de twee jaargangen erna waren dit er respectievelijk één en nul.
In de zomer van 2022 verkaste de Serviër voor een bedrag van circa twee miljoen naar RCD Mallorca. In twee seizoenen tijd op de Balearen miste de doelman vier competitiewedstrijden en na deze jaren van 2024 nam Al-Ittihad hem voor circa acht miljoen euro over.

## Clubstatistieken
| Seizoen | Club               | Competitie       | Competitie | Competitie | Beker | Beker | Internationaal | Internationaal | Totaal | Totaal |
| Seizoen | Club               | Competitie       | Wed.       | Dlp.       | Wed.  | Dlp.  | Wed.           | Dlp.           | Wed.   | Dlp.   |
| ------- | ------------------ | ---------------- | ---------- | ---------- | ----- | ----- | -------------- | -------------- | ------ | ------ |
| 2012/13 | Jagodina           | Superliga        | 2          | 0          | 0     | 0     | 0              | 0              | 2      | 0      |
| 2013/14 | Jagodina           | Superliga        | 2          | 0          | 0     | 0     | —              | —              | 2      | 0      |
| 2013/14 | Rode Ster Belgrado | Superliga        | 1          | 0          | 0     | 0     | —              | —              | 1      | 0      |
| 2014/15 | Rode Ster Belgrado | Superliga        | 28         | 0          | 0     | 0     | —              | —              | 28     | 0      |
| 2015/16 | Rode Ster Belgrado | Superliga        | 6          | 0          | 0     | 0     | 2              | 0              | 8      | 0      |
| 2015/16 | Maccabi Tel Aviv   | Ligat Ha'Al      | 34         | 0          | 3     | 0     | 6              | 0              | 43     | 0      |
| 2016/17 | Maccabi Tel Aviv   | Ligat Ha'Al      | 35         | 0          | 8     | 0     | 14             | 0              | 57     | 0      |
| 2017/18 | Maccabi Tel Aviv   | Ligat Ha'Al      | 36         | 0          | 6     | 0     | 14             | 0              | 56     | 0      |
| 2018/19 | Maccabi Tel Aviv   | Ligat Ha'Al      | 31         | 0          | 7     | 0     | 8              | 0              | 46     | 0      |
| 2019/20 | Stade de Reims     | Ligue 1          | 27         | 0          | 3     | 0     | —              | —              | 30     | 0      |
| 2020/21 | Stade de Reims     | Ligue 1          | 37         | 0          | 0     | 0     | 2              | 0              | 39     | 0      |
| 2021/22 | Stade de Reims     | Ligue 1          | 38         | 0          | 0     | 0     | —              | —              | 38     | 0      |
| 2022/23 | RCD Mallorca       | Primera División | 36         | 0          | 0     | 0     | —              | —              | 36     | 0      |
| 2023/24 | RCD Mallorca       | Primera División | 36         | 0          | 0     | 0     | —              | —              | 36     | 0      |
| 2024/25 | Al-Ittihad         | Pro League       | 0          | 0          | 0     | 0     | 0              | 0              | 0      | 0      |
| Totaal  | Totaal             | Totaal           | 349        | 0          | 27    | 0     | 46             | 0              | 422    | 0      |

Bijgewerkt op 6 augustus 2024.

## Interlandcarrière
Rajković speelde vanaf 2013 veertien wedstrijden voor Servië –19, waarmee hij in 2013 het EK onder 19 won. Hij debuteerde op 14 augustus 2013 in het Servisch voetbalelftal. Op die dag werd een vriendschappelijke wedstrijd tegen Colombia met 1–0 verloren door een goal van Fredy Guarín. De doelman mocht van bondscoach Siniša Mihajlović in de tweede helft invallen voor clubgenoot Damir Kahriman. Vanaf 2015 kwam hij vaker in actie in het nationale elftal. Rajković maakte deel uit van de Servische selectie die onder leiding van bondscoach Mladen Krstajić deelnam aan het WK 2018 in Rusland. Daar sneuvelde de ploeg in de groepsfase na een overwinning op Costa Rica (1–0) en nederlagen tegen achtereenvolgens Zwitserland (1–2) en Brazilië (0–2). Rajković kwam in geen van de drie WK-duels in actie voor zijn vaderland, aangezien Vladimir Stojković de voorkeur kreeg.
In november 2022 werd Rajković door bondscoach Dragan Stojković opgenomen in de selectie van Servië voor het WK 2022. Tijdens dit WK werd Servië uitgeschakeld in de groepsfase na nederlagen tegen Brazilië en Zwitserland en een gelijkspel tegen Kameroen. Rajković kwam niet in actie. Zijn toenmalige clubgenoot Lee Kang-in (Zuid-Korea) was ook actief op het toernooi.
In mei 2024 werd Rajković door Stojković opgenomen in de voorselectie voor het EK 2024 in Duitsland. Een week later werd hij ook opgenomen in de definitieve selectie. Servië werd in de groepsfase uitgeschakeld na een nederlaag tegen Engeland (0–1) en gelijke spelen tegen Slovenië (1–1) en Denemarken (0–0). Rajković kwam op het EK in alle duels in actie.
| Interlands van Predrag Rajković voor Servië | Interlands van Predrag Rajković voor Servië | Interlands van Predrag Rajković voor Servië | Interlands van Predrag Rajković voor Servië | Interlands van Predrag Rajković voor Servië | Interlands van Predrag Rajković voor Servië | Interlands van Predrag Rajković voor Servië |
| №                                           | Datum                                       | Wedstrijd                                   | Uitslag                                     | Competitie                                  | Goals                                       |                                             |
| Als speler bij Jagodina                     | Als speler bij Jagodina                     | Als speler bij Jagodina                     | Als speler bij Jagodina                     | Als speler bij Jagodina                     | Als speler bij Jagodina                     | Als speler bij Jagodina                     |
| ------------------------------------------- | ------------------------------------------- | ------------------------------------------- | ------------------------------------------- | ------------------------------------------- | ------------------------------------------- | ------------------------------------------- |
| 1                                           | 14 augustus 2013                            | Colombia – Servië                           | 1 – 0                                       | Vriendschappelijk                           |                                             |                                             |
| Als speler bij Maccabi Tel Aviv             |                                             |                                             |                                             |                                             |                                             |                                             |
| 2                                           | 7 september 2015                            | Frankrijk – Servië                          | 2 – 1                                       | Vriendschappelijk                           |                                             |                                             |
| 3                                           | 31 mei 2016                                 | Servië – Israël                             | 3 – 1                                       | Vriendschappelijk                           |                                             |                                             |
| 4                                           | 5 september 2016                            | Servië – Ierland                            | 2 – 2                                       | WK 2018 kwalificatie                        |                                             |                                             |
| 5                                           | 15 november 2016                            | Oekraïne – Servië                           | 2 – 0                                       | Vriendschappelijk                           |                                             |                                             |
| 6                                           | 2 september 2017                            | Servië – Moldavië                           | 3 – 0                                       | WK 2018 kwalificatie                        |                                             |                                             |
| 7                                           | 10 november 2017                            | China – Servië                              | 0 – 2                                       | Vriendschappelijk                           |                                             |                                             |
| 8                                           | 9 juni 2018                                 | Bolivia – Servië                            | 1 – 5                                       | Vriendschappelijk                           |                                             |                                             |
| 9                                           | 14 oktober 2018                             | Roemenië – Servië                           | 0 – 0                                       | Nations League 2018/19                      |                                             |                                             |
| 10                                          | 17 november 2018                            | Servië – Montenegro                         | 2 – 1                                       | Nations League 2018/19                      |                                             |                                             |
| 11                                          | 20 november 2018                            | Servië – Litouwen                           | 4 – 1                                       | Nations League 2018/19                      |                                             |                                             |
| Als speler bij Stade de Reims               |                                             |                                             |                                             |                                             |                                             |                                             |
| 12                                          | 10 oktober 2019                             | Servië – Paraguay                           | 1 – 0                                       | Vriendschappelijk                           |                                             |                                             |
| 13                                          | 17 november 2019                            | Servië – Oekraïne                           | 2 – 2                                       | EK 2020 kwalificatie                        |                                             |                                             |
| 14                                          | 6 september 2020                            | Servië – Turkije                            | 0 – 0                                       | Nations League 2020/21                      |                                             |                                             |
| 15                                          | 8 oktober 2020                              | Noorwegen – Servië                          | 1 – 2                                       | EK 2020 kwalificatie                        |                                             |                                             |
| 16                                          | 11 oktober 2020                             | Servië – Hongarije                          | 0 – 1                                       | Nations League 2020/21                      |                                             |                                             |
| 17                                          | 12 november 2020                            | Servië – Schotland                          | 1 – 1                                       | EK 2020 kwalificatie                        |                                             |                                             |
| 18                                          | 18 november 2020                            | Servië – Rusland                            | 5 – 0                                       | Nations League 2020/21                      |                                             |                                             |
| 19                                          | 30 maart 2021                               | Azerbeidzjan – Servië                       | 1 – 2                                       | WK 2022 kwalificatie                        |                                             |                                             |
| 20                                          | 11 juni 2021                                | Japan – Servië                              | 1 – 0                                       | Vriendschappelijk                           |                                             |                                             |
| 21                                          | 1 september 2021                            | Qatar – Servië                              | 0 – 4                                       | Vriendschappelijk                           |                                             |                                             |
| 22                                          | 4 september 2021                            | Servië – Luxemburg                          | 4 – 1                                       | WK 2022 kwalificatie                        |                                             |                                             |
| 23                                          | 7 september 2021                            | Ierland – Servië                            | 1 – 1                                       | WK 2022 kwalificatie                        |                                             |                                             |
| 24                                          | 9 oktober 2021                              | Luxemburg – Servië                          | 0 – 1                                       | WK 2022 kwalificatie                        |                                             |                                             |
| 25                                          | 12 oktober 2021                             | Servië – Azerbeidzjan                       | 3 – 1                                       | WK 2022 kwalificatie                        |                                             |                                             |
| 26                                          | 14 november 2021                            | Portugal – Servië                           | 1 – 2                                       | WK 2022 kwalificatie                        |                                             |                                             |
| 27                                          | 29 maart 2022                               | Denemarken – Servië                         | 3 – 0                                       | Vriendschappelijk                           |                                             |                                             |
| 28                                          | 5 juni 2022                                 | Servië – Slovenië                           | 4 – 1                                       | Nations League 2022/23                      |                                             |                                             |
| Als speler bij RCD Mallorca                 |                                             |                                             |                                             |                                             |                                             |                                             |
| 29                                          | 16 juni 2023                                | Servië – Jordanië                           | 3 – 2                                       | Vriendschappelijk                           |                                             |                                             |
| 30                                          | 15 november 2023                            | België – Servië                             | 1 – 0                                       | Vriendschappelijk                           |                                             |                                             |
| 31                                          | 25 maart 2024                               | Cyprus – Servië                             | 0 – 1                                       | Vriendschappelijk                           |                                             |                                             |
| 32                                          | 8 juni 2024                                 | Zweden – Servië                             | 0 – 3                                       | Vriendschappelijk                           |                                             |                                             |
| 33                                          | 16 juni 2024                                | Servië – Engeland                           | 0 – 1                                       | EK 2024                                     |                                             |                                             |
| 34                                          | 20 juni 2024                                | Slovenië – Servië                           | 1 – 1                                       | EK 2024                                     |                                             |                                             |
| 35                                          | 25 juni 2024                                | Denemarken – Servië                         | 0 – 0                                       | EK 2024                                     |                                             |                                             |

Bijgewerkt op 6 augustus 2024.

## Erelijst
| Competitie         |                    |                    |                    |                    |
| Competitie         | Aantal             | Jaren              |                    |                    |
| Rode Ster Belgrado | Rode Ster Belgrado | Rode Ster Belgrado | Rode Ster Belgrado | Rode Ster Belgrado |
| ------------------ | ------------------ | ------------------ | ------------------ | ------------------ |
| Superliga          | 1                  | 2013/14            |                    |                    |
| Lav Kup            | 1                  | 2012/13            |                    |                    |
| Maccabi Tel Aviv   |                    |                    |                    |                    |
| Ligat Ha'Al        | 1                  | 2018/19            |                    |                    |
| Toto Cup           | 2                  | 2017/18, 2018/19   |                    |                    |
| Servië –19         |                    |                    |                    |                    |
| EK –19             | 1                  | 2013               |                    |                    |